# Javasolfjäderstjärt
Javasolfjäderstjärt (Rhipidura euryura) är en fågel i familjen solfjäderstjärtar inom ordningen tättingar.

## Utseende och läte
Javasolfjäderstjärten är en medelstor flugsnapparliknande tätting med den för släktet karakteristiska solfjäderformade stjärten som den ofta reser och knycker från sida till sida. Denna art är mörkgrå med vit buk, vitt ögonbrynsstreck och vitspetsad stjärt. Svartvit solfjäderstjärt är rätt lik, men har lysande vit strupe och är mörkare överlag. Sången består av en serie ljusa visslade toner. Bland lätena hörs dämpade ”ch’reer” och olika pipande ljud.

## Utbredning och systematik
Fågeln förekommer enbart i bergsskogar på Java. Den behandlas som monotypisk, det vill säga att den inte delas in i några underarter.

## Levnadssätt
Javasolfjäderstjärten bebor bergsskogar där den är relativt ovanlig. Den födosöker aktivt, ofta i artblandade flockar, och rör sig genom skogens nedersta och mellersta skikt, ofta i tät och snårig vegetation.

## Status och hot
Arten har ett stort utbredningsområde, men tros minska i antal, dock inte tillräckligt kraftigt för att den ska betraktas som hotad. Internationella naturvårdsunionen IUCN listar arten som livskraftig (LC).